# Cung Khôn Thái
Cung Khôn Thái (chữ Hán: 坤泰宮) nằm ngay phía sau cung Càn Thành. Cung này là nơi ở cho các Hoàng hậu và Hoàng quý phi triều Nguyễn.

## Đặc điểm

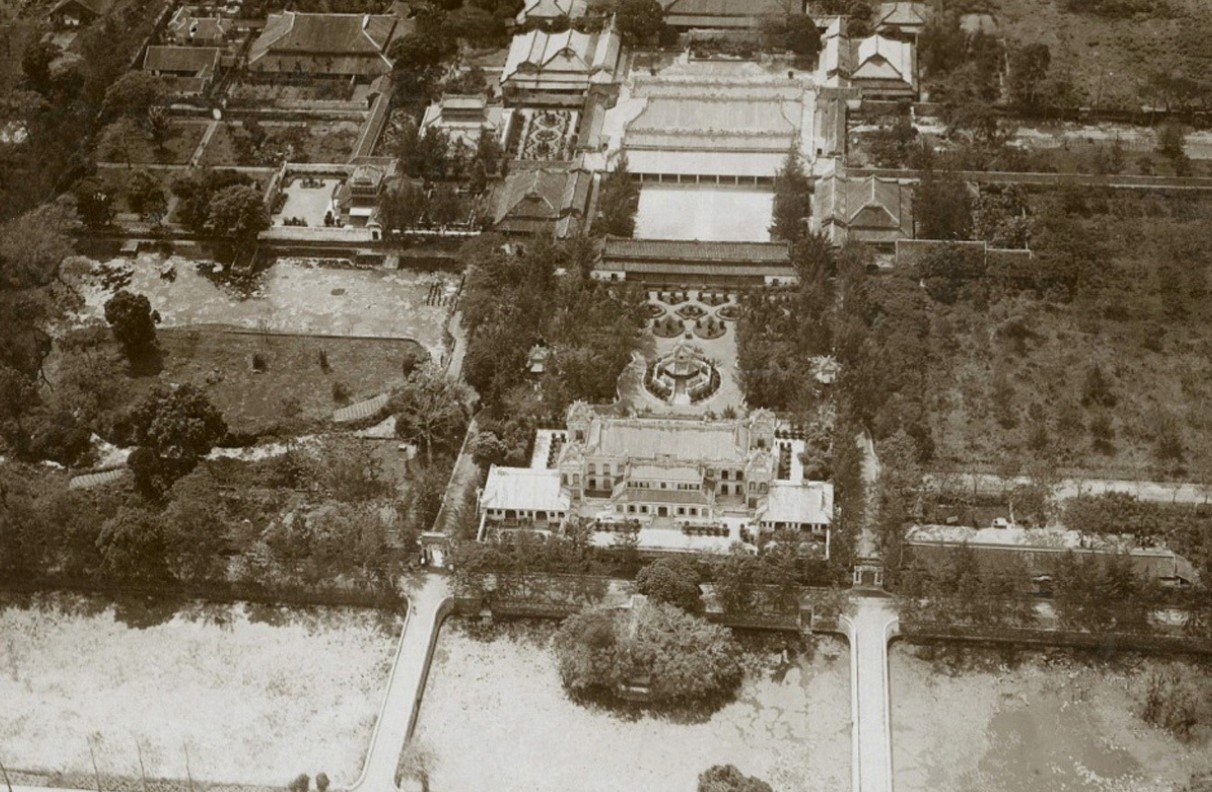
Không ảnh chụp phần phía bắc của Tử Cấm Thành vào thập niên 1920. Các điện từ dưới lên là điện Kiến Trung, điện Khôn Thái, điện Càn Thành và điện Cần Chánh.

Cung có một chính điện là điện Cao Minh Trung Chính (chữ Hán: 高明中政殿), lập vào năm Gia Long thứ ba (1804). Chính tịch 7 gian, tiền tịch, hậu tịch đều 9 gian. Điện làm theo kiểu "trùng thiềm trừng lương", hợp ngói âm dương, hai mặt trước và sau mỗi mặt có 3 bệ đá để lên xuống, tả hữu mỗi bên một bệ.
Phía đông của điện Cao Minh Trung Chính có Tĩnh Quan đường (静觀堂). là một nhà hát để phục vụ riêng cho vua và hoàng phi xem. Vua Thành Thái là người thường xem diễn tuồng nơi đây, nhà vua không chỉ là người đánh trống chầu giỏi mà đôi lần ngài còn lên sân khấu để diễn tuồng với vai "Thạch Giải" (tuồng Xảo Tống).
Phía trước bên trái điện Cao Minh Trung Chính là điện Dưỡng Tâm (養心殿) dành cho các công chúa, bên phải là viện Thuận Huy (順徽院) dành cho các bà tần.
Tuy nhiên, cung Khôn Thái đã bị triệt giải vào thời Khải Định, chỉ còn là dãy hành lang lợp ngói nối điện Dưỡng Tâm và viện Thuận Huy, và hai nhà phương đình trước điện Kiến Trung.